# Sphenacodontidae
Sphenacodontidae představují čeleď vyhynulých synapsidů, resp. pelykosaurů.

## Popis

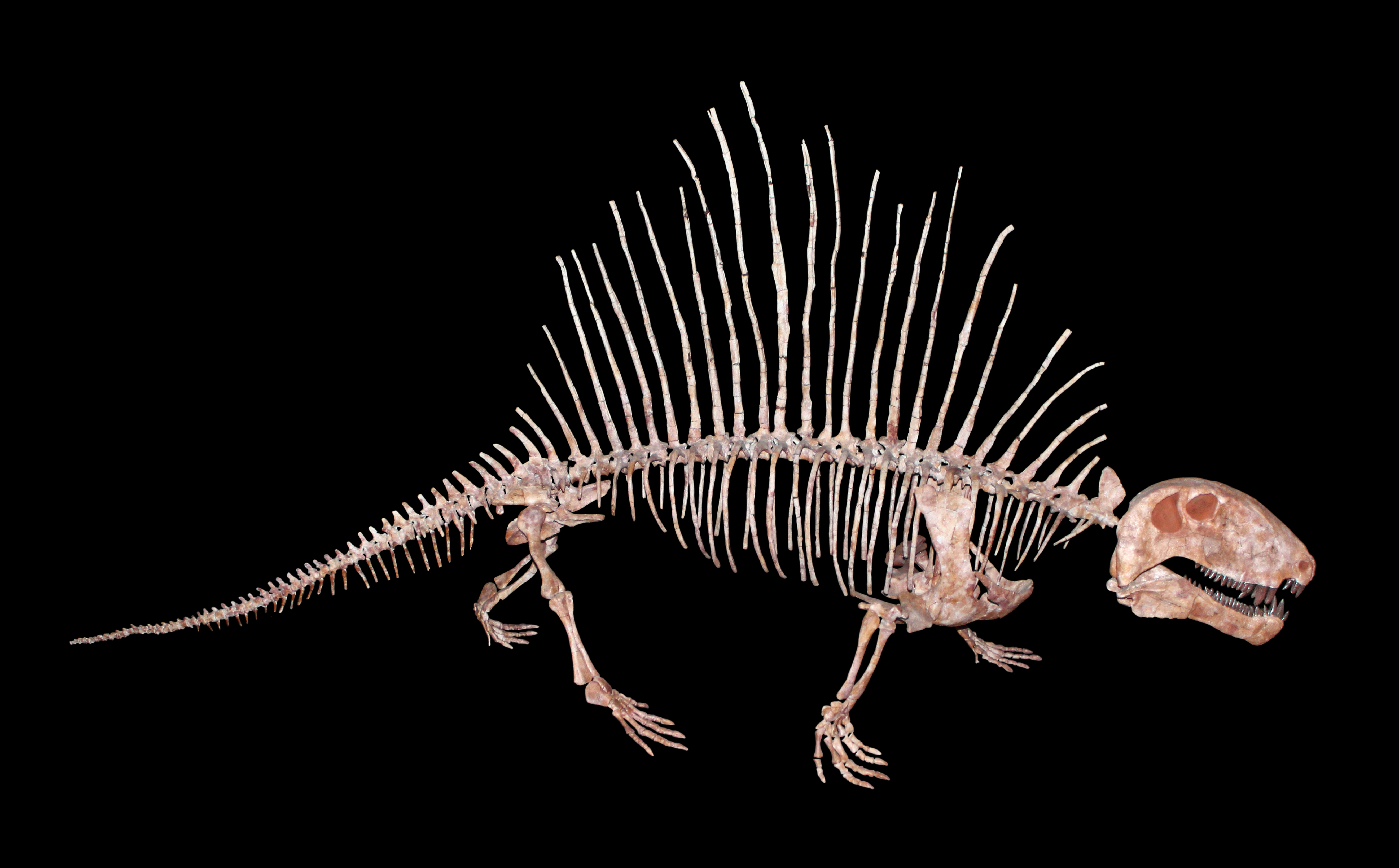
Kostra rodu Dimetrodon

Zástupci čeledi Sphenacodontidae představovali středně velké až velké masožravce, Dimetrodon grandis dosahoval délky těla okolo 320 cm. Jejich lebka kombinuje některé primitivní a odvozené znaky. Zuby ještě nejsou výrazně diferencovány, nicméně přední zuby se již nápadně protahují a svou stavbou připomínají špičáky. Se získáváním potravy, resp. lepšími mechanickými vlastnostmi dolní čelisti, mají souvislost i některé odvozené znaky lebky: dolů posunutý čelistní kloub; mohutný koronoidní výběžek dolní čelisti (processus coronoideus); a expanze a vroubení spánkové jámy (fossa temporalis). Končetiny byly prodloužené, byť stále nezaujaly postoj „pod tělem“, a neumožňovaly tak parasagitální chůzi.
Zřejmě nejznámějším zástupcem čeledi Sphenacodontidae je zmiňovaný Dimetrodon, hojně zastoupen ve fosilním záznamu spodního permu Severní Ameriky a Evropy. Tento predátor vynikal svou mohutnou hřbetní plachtou, jejíž funkce mohla být termoregulační. Dalším významným zástupcem je rod Sphenacodon, jenž měl oproti dimetrodonovi méně vyvinuté špičáky a zároveň postrádal hřbetní plachtu, byť trnové výběžky obratlů byly i v jeho případě nápadně protaženy. Dalším predátorem se hřbetní plachtou byl naopak Secodontosaurus, jehož odvozený tvar lebky a chrupu naznačuje specializovanou ekologickou roli v ekosystému: uvažuje se o něm jako o analogii moderních krokodýlů, případně je považován za predátora menších čtyřnožců žijících v podzemních norách.

## Fylogeneze a stratigrafický výskyt
Fosilní nálezy čeledi Sphenacodontidae se datují od pozdního karbonu až do středního permu (Guadalupian). Její zástupci jsou řazeni mezi tzv. pelykosaury, což je parafyletická – a proto spíše neformální – skupina raných synapsidů, jež by v monofyletické podobě měla zahrnovat i skupinu Therapsida (včetně savců). Čeleď Sphenacodontidae je považována za nejodvozenější linii „pelykosaurů“. Přidružený kladogram vychází z .
|  | Ophiacodontidae |
|  |                 |
|  | Varanopidae     |
|  |                 |

|  | Eothyrididae |
|  |              |
|  | Caseidae     |
|  |              |

|  | Edaphosauridae                                                  |
|  |                                                                 |
|  | \| \| Sphenacodontidae \| \| \| \| \| \| Therapsida \| \| \| \| |
|  |                                                                 |
|  | Sphenacodontidae                                                |
|  |                                                                 |
|  | Therapsida                                                      |
|  |                                                                 |

|  | Sphenacodontidae |
|  |                  |
|  | Therapsida       |
|  |                  |

|  | Eothyrididae |
|  |              |
|  | Caseidae     |
|  |              |

|  | Edaphosauridae                                                  |
|  |                                                                 |
|  | \| \| Sphenacodontidae \| \| \| \| \| \| Therapsida \| \| \| \| |
|  |                                                                 |
|  | Sphenacodontidae                                                |
|  |                                                                 |
|  | Therapsida                                                      |
|  |                                                                 |

|  | Sphenacodontidae |
|  |                  |
|  | Therapsida       |
|  |                  |

|  | Ophiacodontidae |
|  |                 |
|  | Varanopidae     |
|  |                 |

|  | Eothyrididae |
|  |              |
|  | Caseidae     |
|  |              |

|  | Edaphosauridae                                                  |
|  |                                                                 |
|  | \| \| Sphenacodontidae \| \| \| \| \| \| Therapsida \| \| \| \| |
|  |                                                                 |
|  | Sphenacodontidae                                                |
|  |                                                                 |
|  | Therapsida                                                      |
|  |                                                                 |

|  | Sphenacodontidae |
|  |                  |
|  | Therapsida       |
|  |                  |

|  | Eothyrididae |
|  |              |
|  | Caseidae     |
|  |              |

|  | Edaphosauridae                                                  |
|  |                                                                 |
|  | \| \| Sphenacodontidae \| \| \| \| \| \| Therapsida \| \| \| \| |
|  |                                                                 |
|  | Sphenacodontidae                                                |
|  |                                                                 |
|  | Therapsida                                                      |
|  |                                                                 |

|  | Sphenacodontidae |
|  |                  |
|  | Therapsida       |
|  |                  |

|  | Ophiacodontidae |
|  |                 |
|  | Varanopidae     |
|  |                 |

|  | Eothyrididae |
|  |              |
|  | Caseidae     |
|  |              |

|  | Edaphosauridae                                                  |
|  |                                                                 |
|  | \| \| Sphenacodontidae \| \| \| \| \| \| Therapsida \| \| \| \| |
|  |                                                                 |
|  | Sphenacodontidae                                                |
|  |                                                                 |
|  | Therapsida                                                      |
|  |                                                                 |

|  | Sphenacodontidae |
|  |                  |
|  | Therapsida       |
|  |                  |

|  | Eothyrididae |
|  |              |
|  | Caseidae     |
|  |              |

|  | Edaphosauridae                                                  |
|  |                                                                 |
|  | \| \| Sphenacodontidae \| \| \| \| \| \| Therapsida \| \| \| \| |
|  |                                                                 |
|  | Sphenacodontidae                                                |
|  |                                                                 |
|  | Therapsida                                                      |
|  |                                                                 |

|  | Sphenacodontidae |
|  |                  |
|  | Therapsida       |
|  |                  |

|  | Ophiacodontidae |
|  |                 |
|  | Varanopidae     |
|  |                 |

|  | Eothyrididae |
|  |              |
|  | Caseidae     |
|  |              |

|  | Edaphosauridae                                                  |
|  |                                                                 |
|  | \| \| Sphenacodontidae \| \| \| \| \| \| Therapsida \| \| \| \| |
|  |                                                                 |
|  | Sphenacodontidae                                                |
|  |                                                                 |
|  | Therapsida                                                      |
|  |                                                                 |

|  | Sphenacodontidae |
|  |                  |
|  | Therapsida       |
|  |                  |

|  | Eothyrididae |
|  |              |
|  | Caseidae     |
|  |              |

|  | Edaphosauridae                                                  |
|  |                                                                 |
|  | \| \| Sphenacodontidae \| \| \| \| \| \| Therapsida \| \| \| \| |
|  |                                                                 |
|  | Sphenacodontidae                                                |
|  |                                                                 |
|  | Therapsida                                                      |
|  |                                                                 |

|  | Sphenacodontidae |
|  |                  |
|  | Therapsida       |
|  |                  |

Pro monofyletický taxon zahrnující Therapsida + Sphenacodontidae + některé další blízce příbuzné rody bazální k tomuto kladu (rod Haptodus) se používá termín Sphenacodontia. Blízkou příbuznost čeleď Sphenacodontidae vykazuje také s čeledí Edaphosauridae. Paradoxem je, že ačkoli se zástupci obou čeledí vyznačují mohutnou hřbetní plachtou, vývoj tohoto výrazného znaku probíhal konvergentně.